# Phare de la Canche
Le phare de la Canche également appelé phare du Touquet est situé, avenue des Phares, au Touquet-Paris-Plage dans le département du Pas-de-Calais et la région des Hauts-de-France.

## Construction

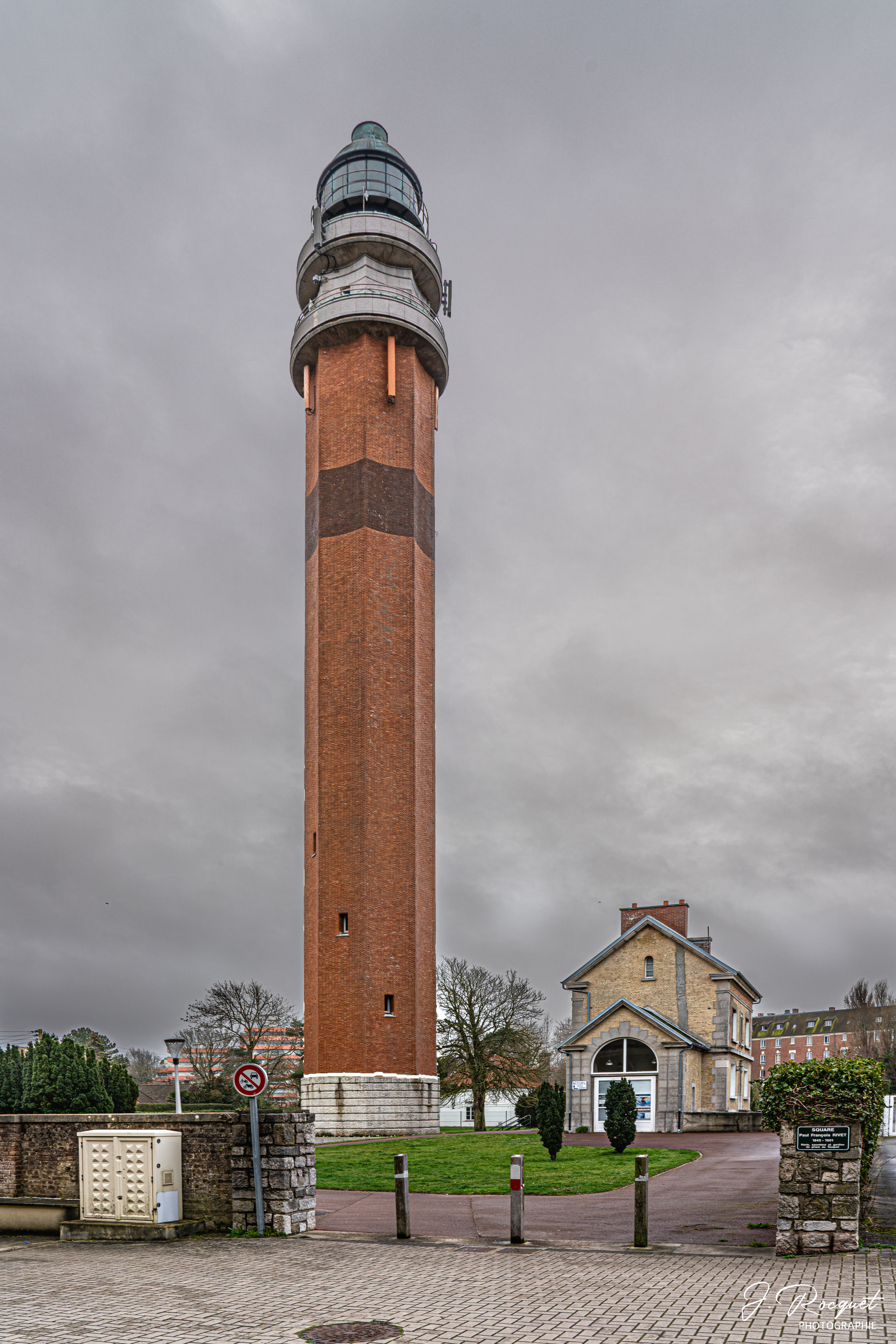
Le phare de la Canche avec la maison du gardien.

En 1946, Monsieur de Rouville, inspecteur général des Ponts et Chaussées, directeur du service des phares et balises, confie l’étude du projet à Louis Quételart, architecte local, en collaboration avec Briquel, ingénieur des Ponts et Chaussées, et Danel, ingénieur des travaux publics de l’État. Trois sites sont envisagés, à l'emplacement du phare sud, à la pointe nord de la Canche ou entre les 2 phares détruits ; c'est cette troisième option qui est choisie. Les travaux sont exécutés par une entreprise de génie civil et de travaux publics de Lens sous la direction de Caridroit, ingénieur, le chantier ouvre le 12 mars 1948.
Le phare consiste en une tour octogonale de près de 57,60 m de haut, pour un poids total de 3 080 t, construite au Touquet-Paris-Plage, avec la particularité de se trouver à 800 m de la mer, près de l'estuaire de la Canche. La lanterne est accessible par 309 marches comprenant les quatre marches extérieures, à l'intérieur se trouvent les 274 marches en béton recouvert d'une plaque en pierre du Boulonnais, jusqu'à la chambre de service carrelée en céramique, suivies d'une volée de 23 marches de même nature et des huit marches de l'échelle de la lanterne, cette lanterne possède toujours deux lampes de 3 000 W derrière des lentilles de Fresnel.
Ce monument est bâti en béton et en briques, Louis Quételart étant mort l'année précédant la mise en service, les travaux sont achevés par son fils Pierre. Le fût octogonal à faces convexes est en briques de parement rouge orangé de Fouquereuil, le parement intérieur est fait de briques jaune orangé. Entre les parements intérieur et extérieur, ce sont des briques d'Attin. Le coût total de la construction du phare s'élève à 52 650 000 FRF (1 484 730 EUR2023).
Le phare est mis en service en septembre 1951 mais les travaux ne sont définitivement achevés qu'en 1952.
La clôture des jardins est réalisée en 1956, par le cabinet Quételart, le portail d’entrée reproduit les bossages du soubassement du phare dans ses quatre piliers.

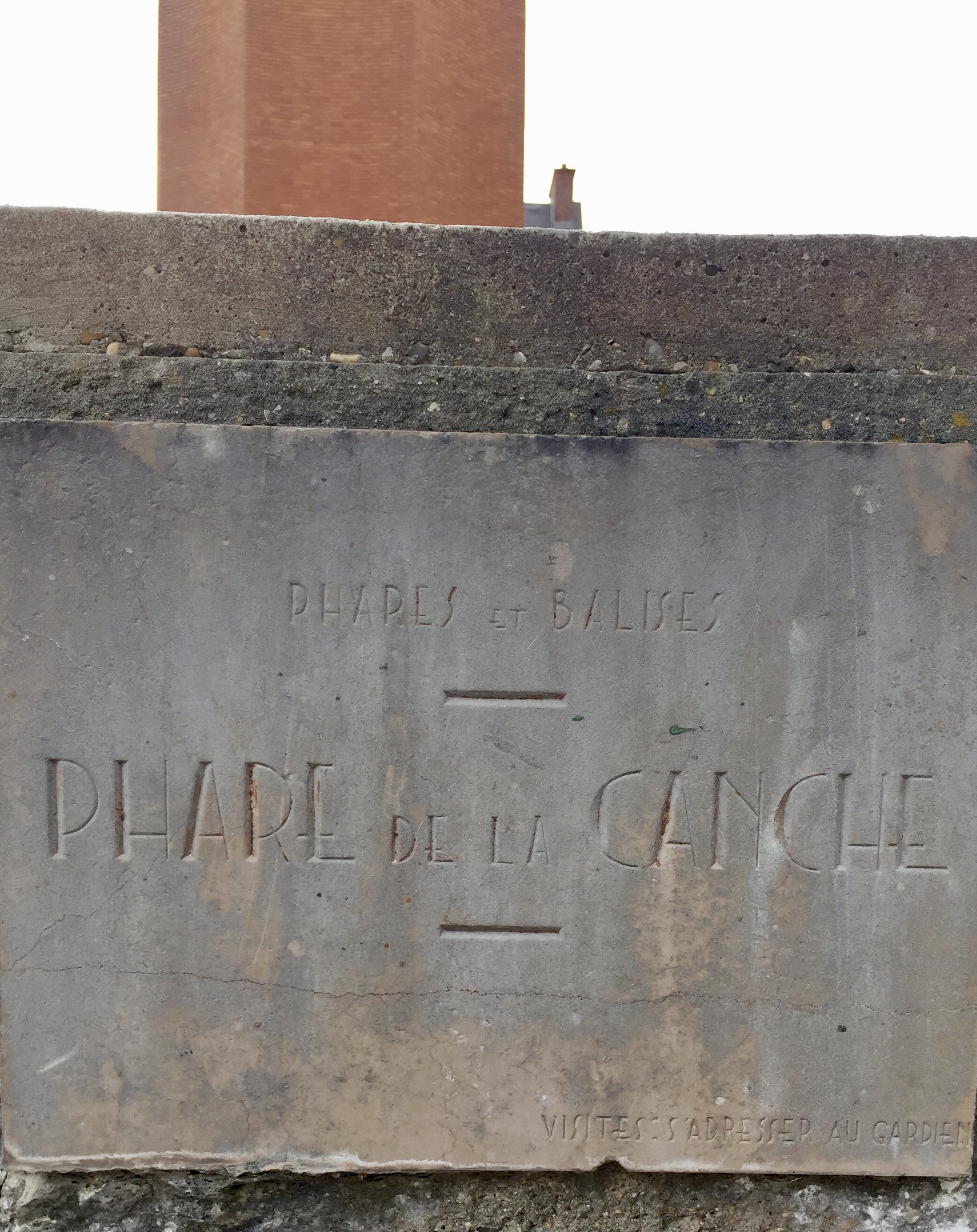
La plaque sur un poteau du portail principal.

En 1992, le dernier gardien de phare, Jean-Jacques Chalm, s'en va. Le phare ne peut plus être visité depuis les inondations de 1993. Les visites sont de nouveau possibles depuis le 18 septembre 2010.
Le phare est automatisé en 2001.
La tour est classée au titre des monuments historiques depuis le 19 avril 2011. Les bâtiments du phare comprenant l'ancien pavillon du gardien en chef et l'ancien bâtiment de service, avec son jardin, les piliers d'entrée et les bancs, en totalité sont inscrits depuis le 30 décembre 2010.
Identifiant : ARLHS : FRA-209 - Amirauté : A1196 - NGA : 8832.

Inscription au titre des monuments historiques
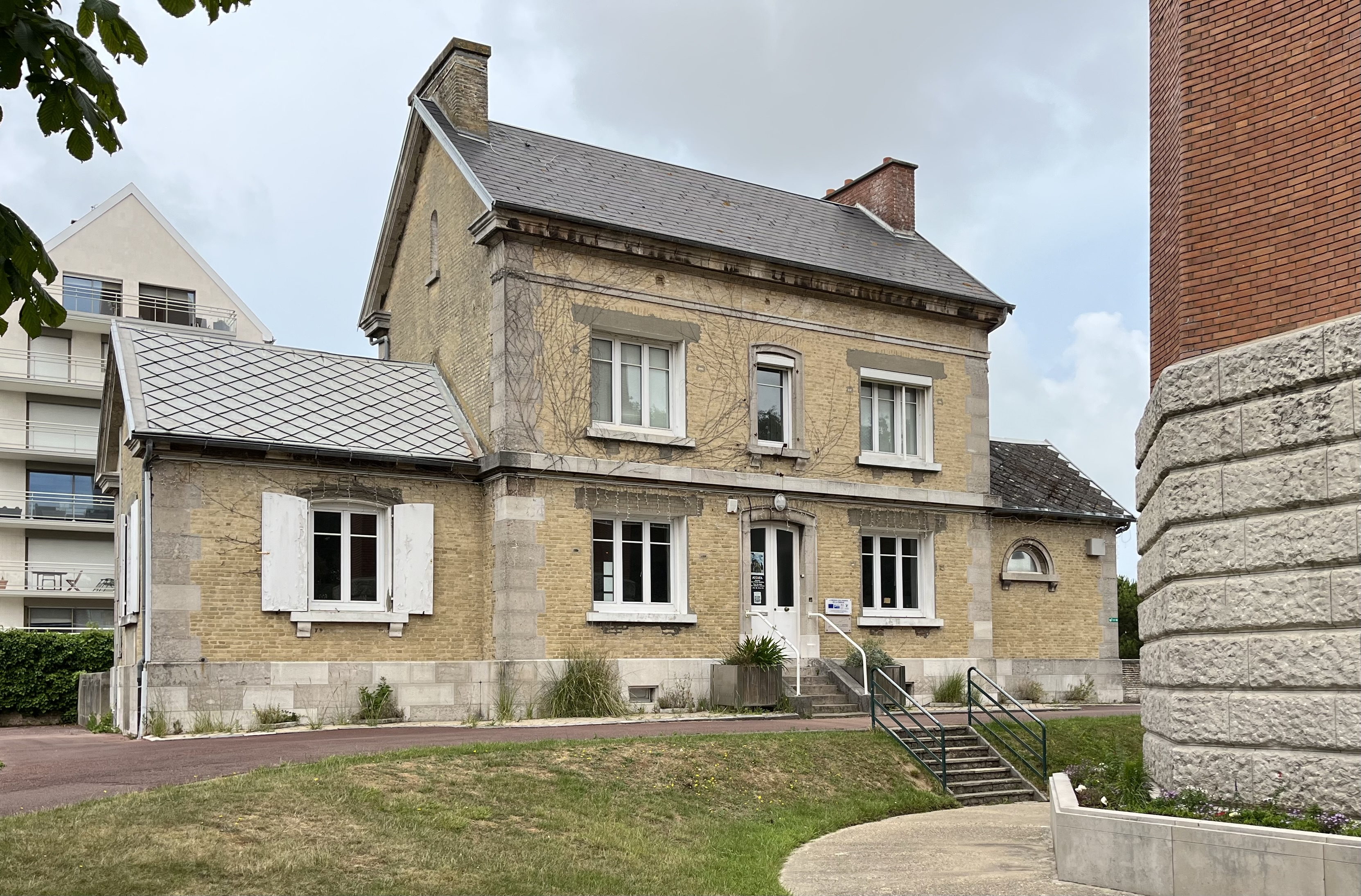
La maison du gardien.
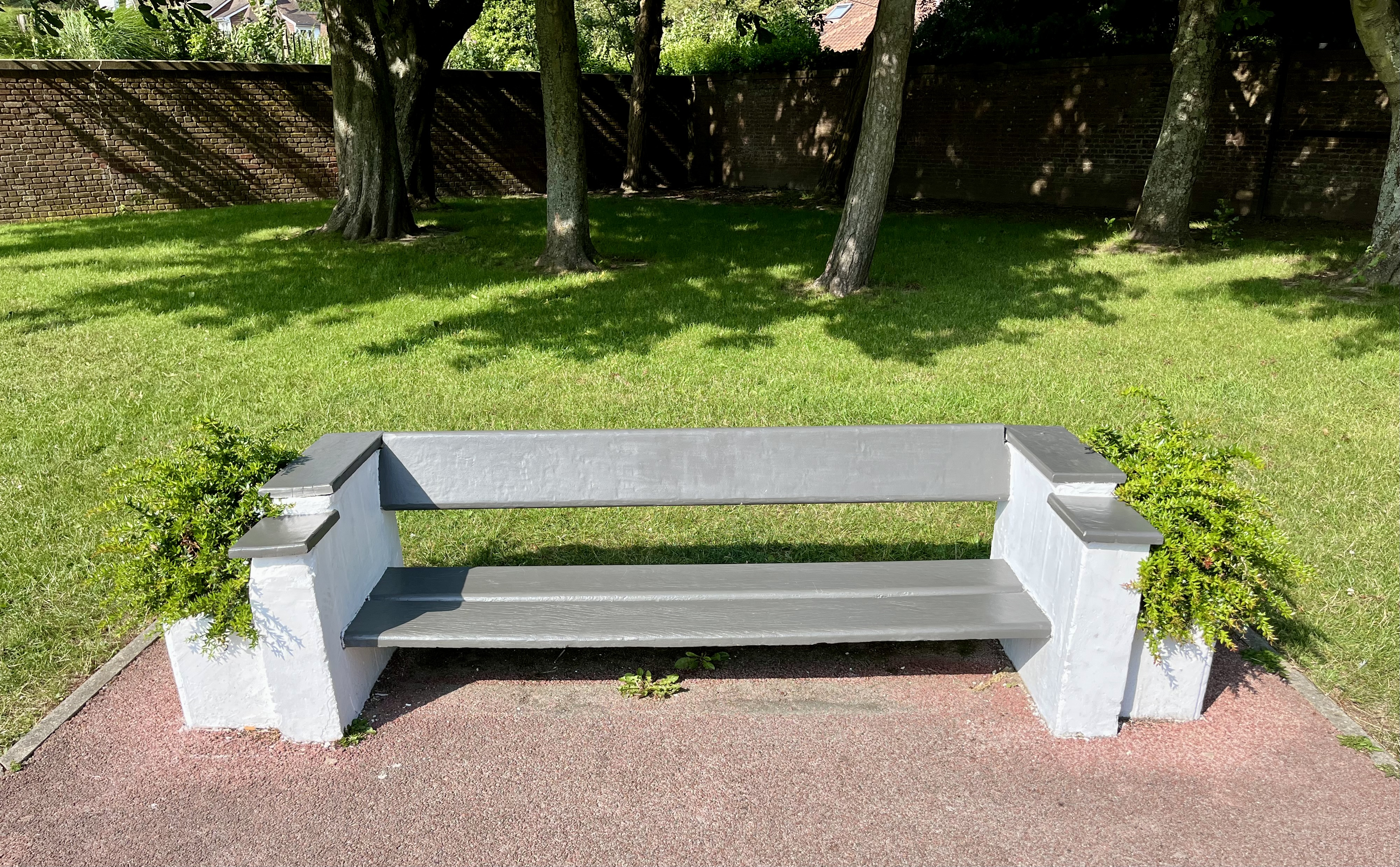
Les bancs.
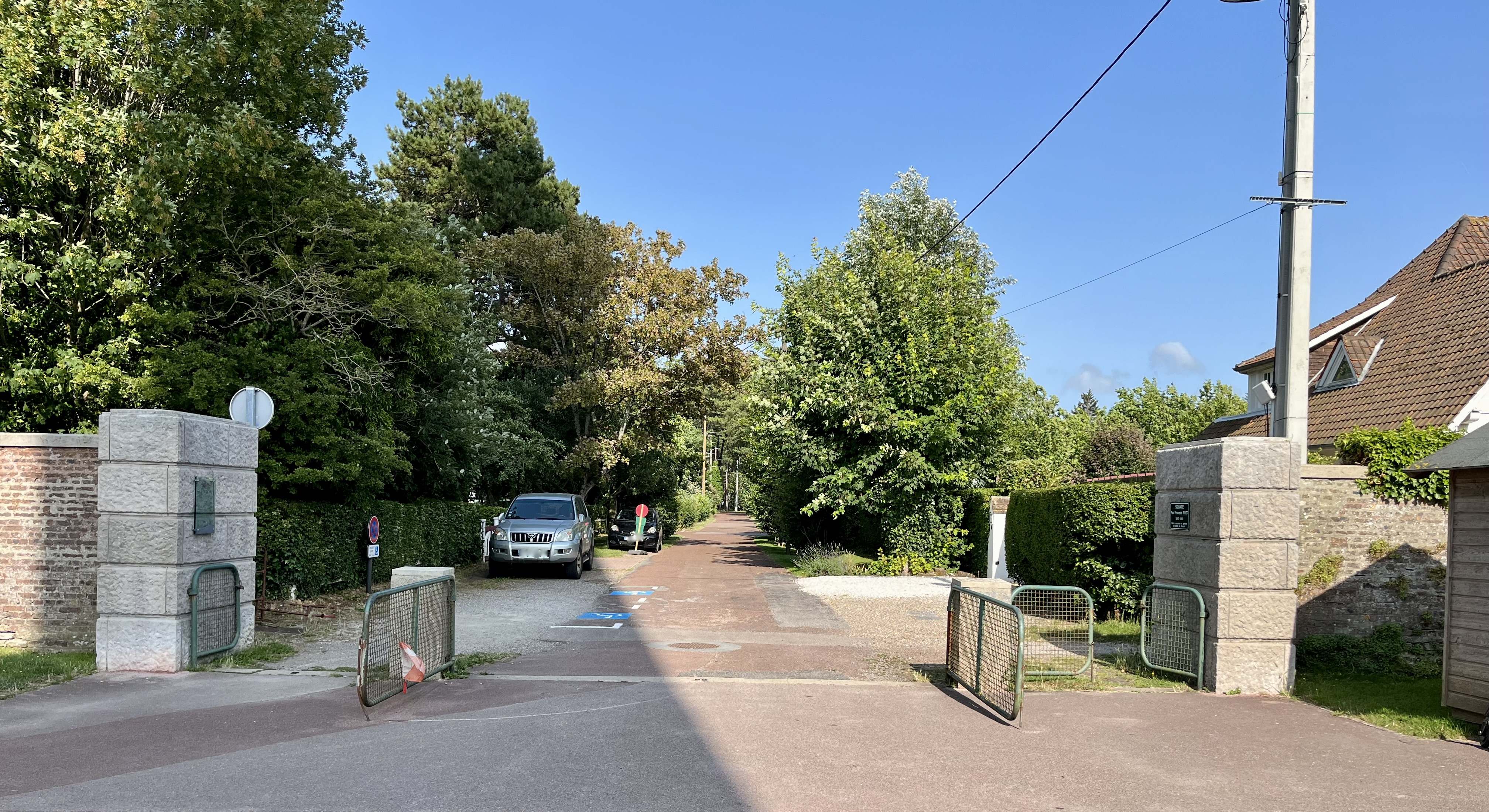
L'entrée principale.
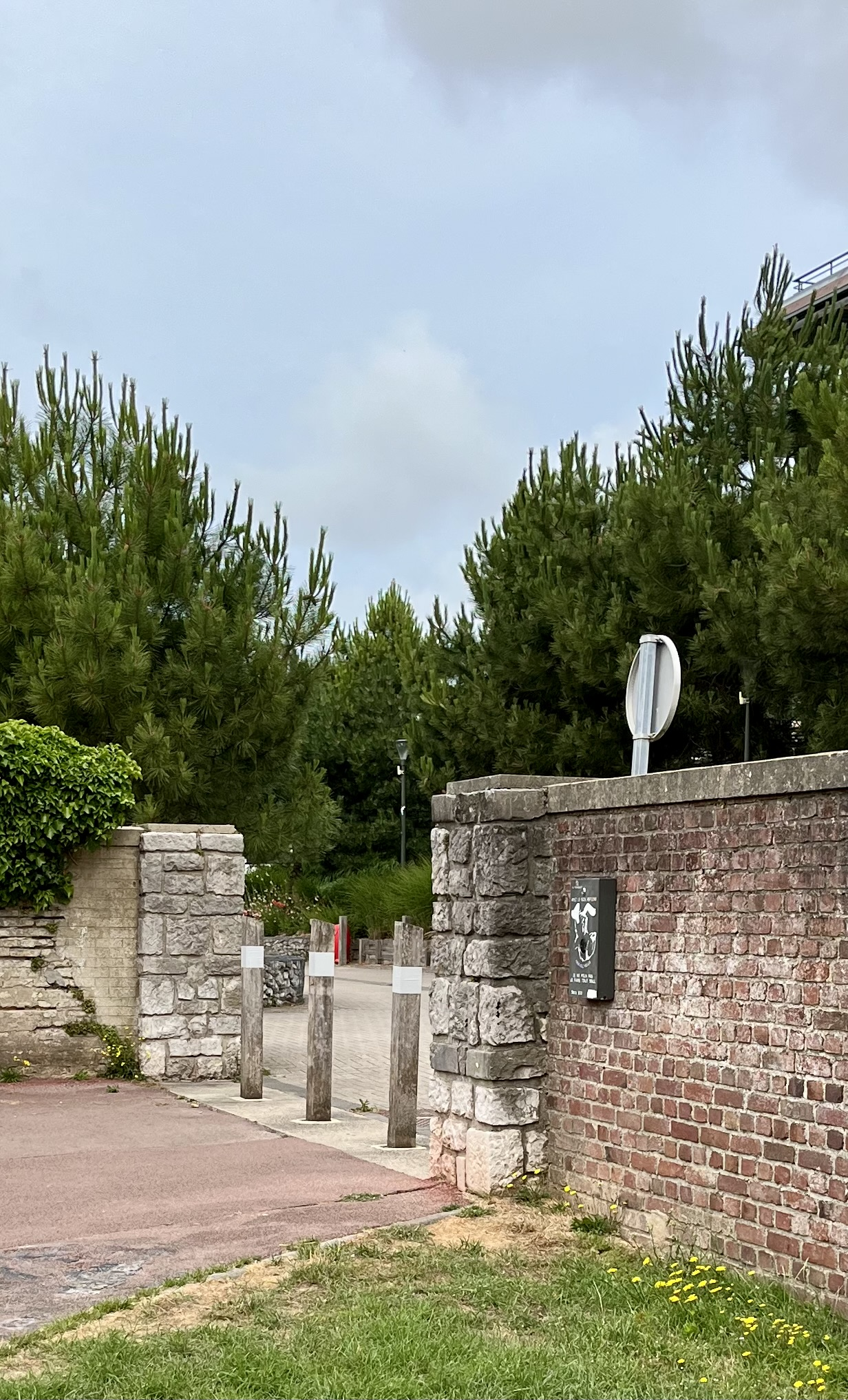
L'entrée nord.
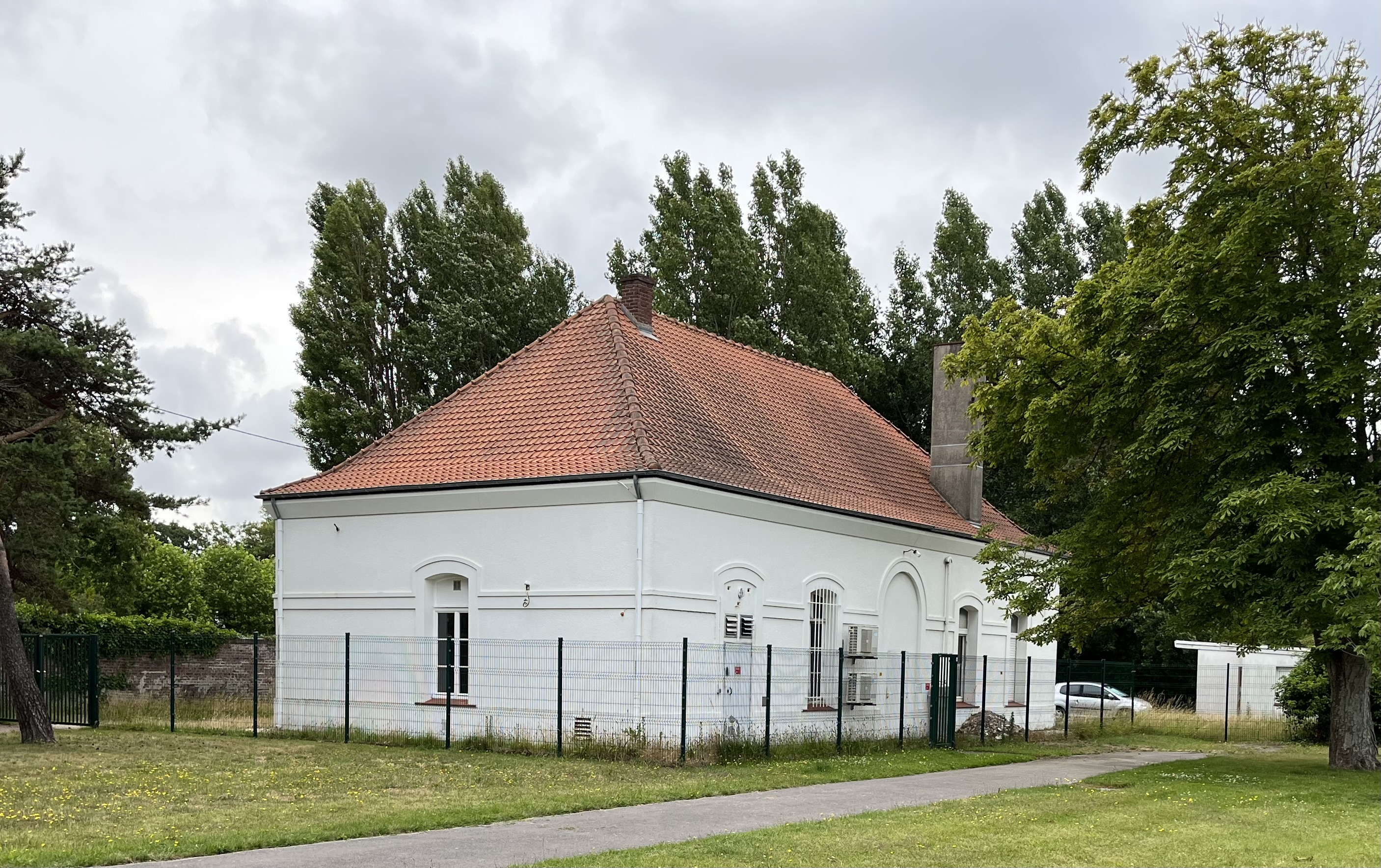
Le bâtiment de service.

## Histoire des phares au Touquet, à Paris-Plage et au Touquet-Paris-Plage
Avant le phare de la Canche décrit ci-dessus, d’autres phares et sémaphores ont existé. Il faut rappeler que dans les environs de l’embouchure de la Canche dans les cinquante années qui ont précédé la construction des 2 phares de 1852, on compte pas moins de 37 naufrages.

### Le premier phare vers 1801
Vers 1801, l’approche de l’embouchure est signalée par 2 feux fixes (des fanaux) au bord du rivage à la pointe du touquet, côté sud de l'embouchure de la Canche, et à environ 450 m au nord-est des futurs phares. Ils sont construits en maçonnerie de 16 mètres de hauteur et entretenus par un seul gardien. Les feux sont 2 sources lumineuses dues à une lampe à mèche circulaire, alimentée à l’huile de colza. Leur portée est de 2 lieues (approximativement 8 kilomètres).
À la même époque, un sémaphore et un petit phare à la pointe du Lornel, ou feu du Lornel, côté nord de l'embouchure de la Canche, complètent le dispositif. L'élévation du phare est de 16 m et la portée de 2 lieues. Le sémaphore sera démoli en 1815,.

### Les 2 phares de 1852

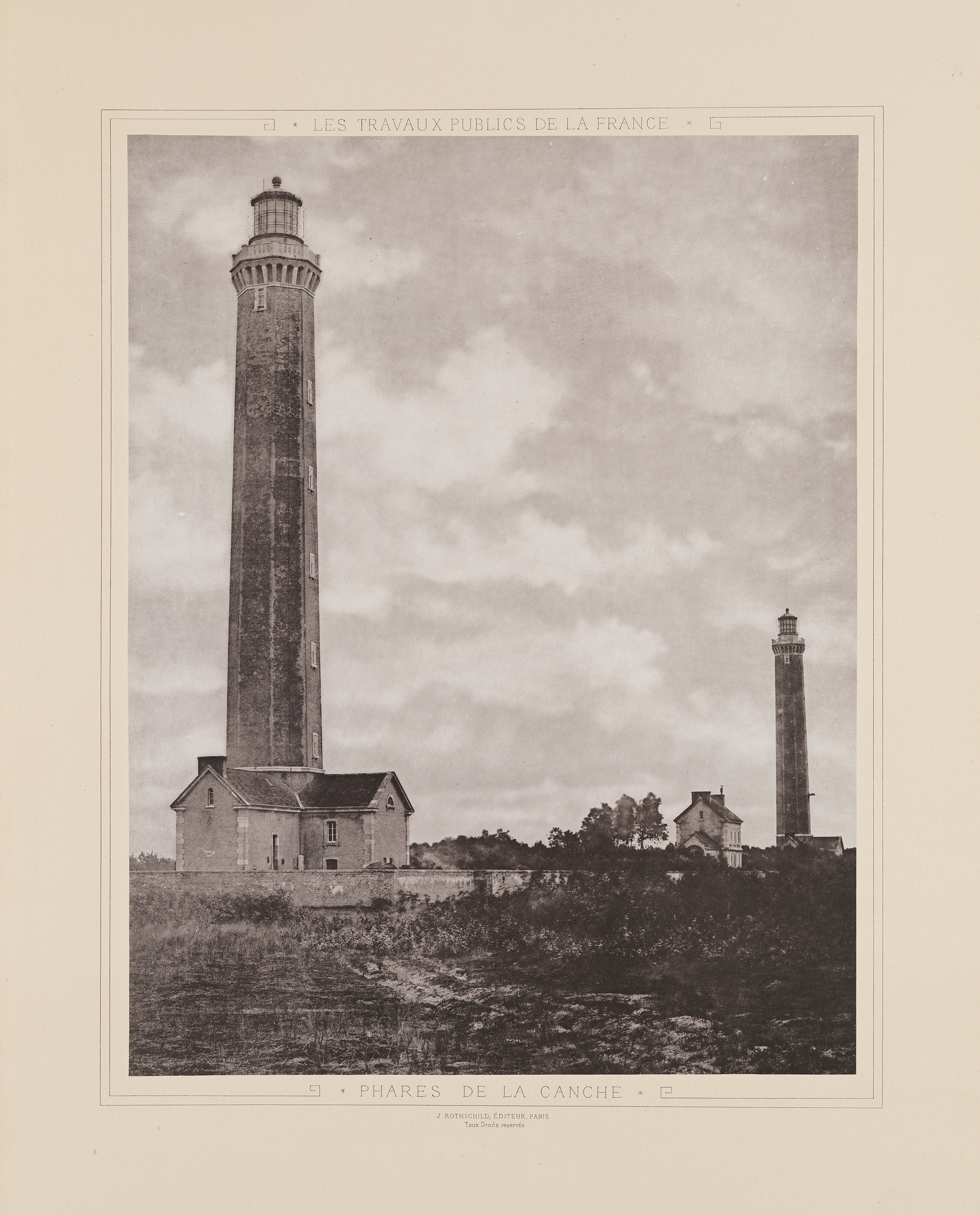
Les phares de la Canche et la maison du gardien en 1883

Il faut 3 naufrages dans les années 1842 et 1843, relayés par la presse, pour attirer l’attention des pouvoirs publics sur la dangerosité de l’endroit et qu’ils décident en 1845 de la construction des phares. L’administration rachète un terrain à Alphonse Daloz. Les travaux sont dirigés par Louis Pigault de Beaupré, ingénieur des ponts et chaussées, secondé par M. Denécheux, conducteur. Les dépenses s’élèvent à 488 000 F.
Une étude de l’ingénieur en chef Reynaud montre l’aspect qu’auront les phares. Les travaux débutent en 1845, au lieu-dit Molière Godin, c’est un rectangle comprenant un phare à chaque extrémité et la maison du maître de phare au milieu.
Le premier phare est nommé phare nord, le deuxième phare sud, ils sont distants de 250 m et sont identiques. Leurs orientations nord-sud permet aux navires d’éviter de tomber dans les courants générés par le banc de sable de la Bassure de Baas. Pour leur construction, comme il n’existe aucun chemin d’accès, les matériaux sont amenés par la mer, une estacade est construite à cet effet, celle-ci se trouve dans le prolongement du chemin des Hénons (aujourd'hui avenue du Dix-huit juin).
Les phares sont deux colonnes blanches de 58 m de mètres à pans coupés de section hexagonale. l’épaisseur est de 1,90 m à la base et de 1,15 m en haut. Le soubassement, environ de la hauteur d’un étage, est en marbre de Belgique. Le reste est en briques réfractaires enduite de peinture. Le tronc se rétrécit jusqu’à la lanterne autour de laquelle on trouve le balcon soutenu par de petites arcades. Il y a 271 marches dont 228 en marbre, le dernier escalier conduit à la salle de la lanterne, voûte et soubassement en cuivre. Le foyer lumineux se trouve exactement à 51,75 m au-dessus du niveau de la mer. Ce sont des feux fixes dotés de becs à mèches multiples qui fonctionnent à l’huile de colza, puis, vers 1875, on utilise de l’huile minérale (pétrole). Ces feux ont une portée de 31 milles marins en mer. Ils sont allumés pour la première fois le 1er janvier 1852.

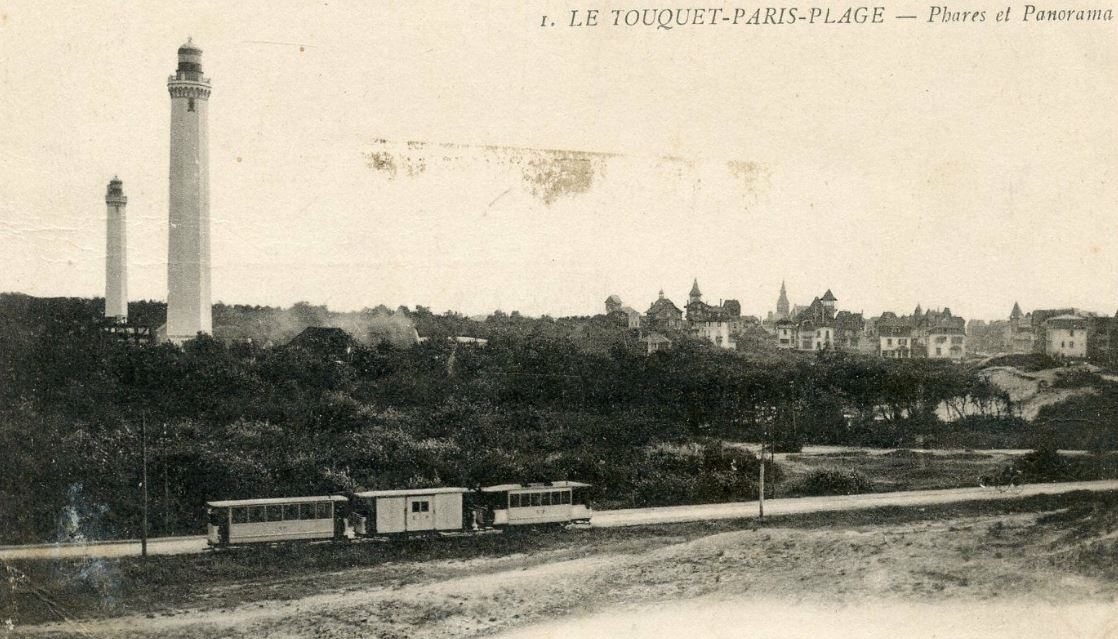
Le tramway sur le CGC no 119 (actuelle avenue de Picardie), à hauteur des deux phares.

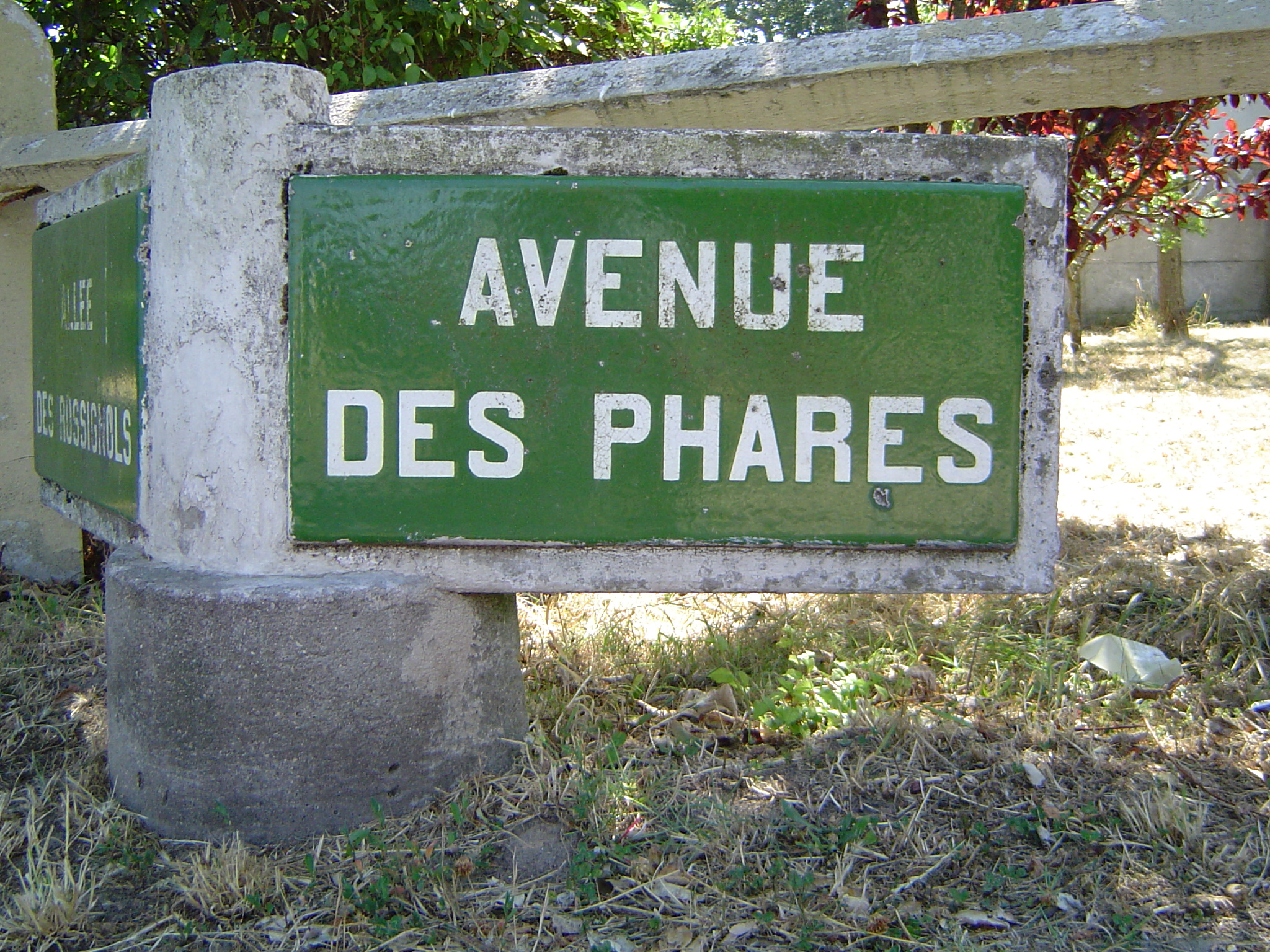
L'avenue des Phares.

Ils passent à l’électricité le 15 octobre 1884, celle-ci est fournie par 2 locomobiles Rouffet et 4 machines magnéto-électriques de Méritens, situés en dehors de l'enclos des phares. Ils restent à feux fixes blancs avec une portée de 33 milles marins en mer.
Le 15 juillet 1900 le service des phares décide de transformer le phare sud en feux éclair et d’éteindre le phare nord, pendant les travaux, c’est le phare sud qui est éteint du 1er décembre 1899 au 15 juillet 1900.
Le phare sud émet des éclats blancs groupés par deux toutes les 10 s au rythme suivant, éclat 1⁄10 s, éclipse 7 s et 4⁄10 s, éclat 1⁄10 s, éclipse 2 s et 4⁄10 s, pour un tour complet en 20 s. Le tout est obtenu par 2 lampes de 3 000 W. On remarque la même année que le phare nord réfléchit la lumière du phare sud et risque de tromper les navigateurs, il est décidé de le peindre en noir mat.
En 1922, le service des phares décide de rattacher la source lumineuse au secteur électrique urbain.
Pendant la période de la Seconde Guerre mondiale, les phares sont éteints en septembre 1939. En 1940, M. Danel, ingénieur des ponts et chaussées maritimes, obtient des autorités allemandes l'autorisation de démonter les appareils, ils seront mis en sécurité à Paris. Ces appareils seront installés de nouveau dans le phare actuel lors de sa construction.
Le 2 septembre 1944 les troupes allemandes font sauter les 2 phares.
En septembre 1945, sur l’initiative du maire, le docteur Jules Pouget, 3 projecteurs, visibles à 10 milles marin, sont installés en haut du beffroi de l’hôtel de ville du Touquet-Paris-Plage, ils sont allumés le lundi 15 octobre 1945 à 8 h 10.

### Le phare dans les armoiries du Touquet-Paris-Plage

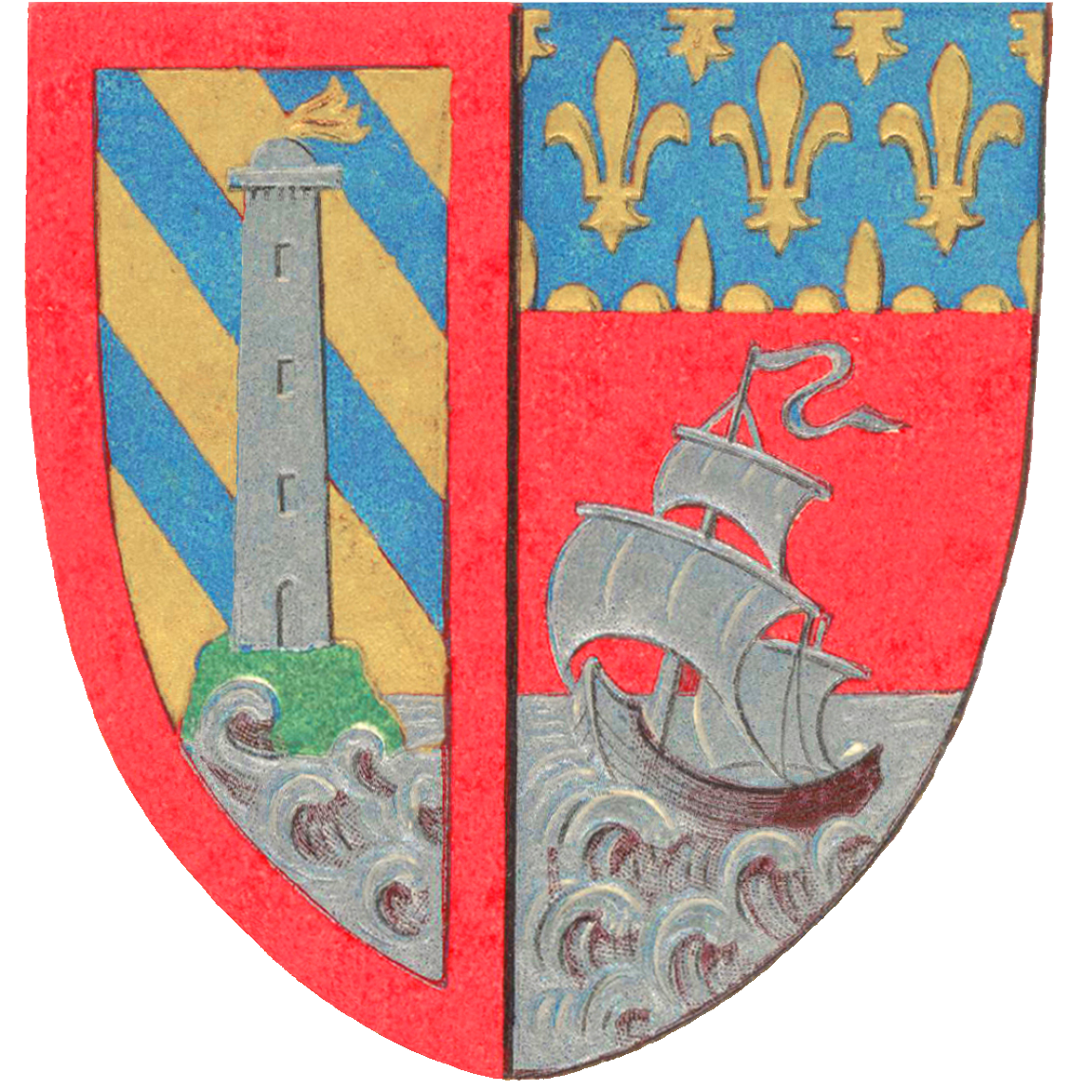
Armoiries de la ville du Touquet-Paris-Plage.

On note, dans les armoiries du Touquet-Paris-Plage composées en 1894 par le Comte Robert de Guyencourt héraldiste renommé, sur la partie gauche, la présence d'un dessin de phare, première construction de la future station balnéaire, celui-ci est décrit dans le texte officiel et original des armoiries de la manière suivante “... au phare d'argent enflammé d'or posé sur une dune de sinople émergeant d'une mer d'argent...”, le phare est également présent dans une partie de la devise qui figure sur le blason et qui est “Fiat Lux, Fiat Urbs” ce qui signifie “que la lumière soit (celle du phare), que la ville soit”.

## Les sémaphores

### Le premier sémaphore
50° 31′ 40″ N, 1° 35′ 34″ E (situation approximative)

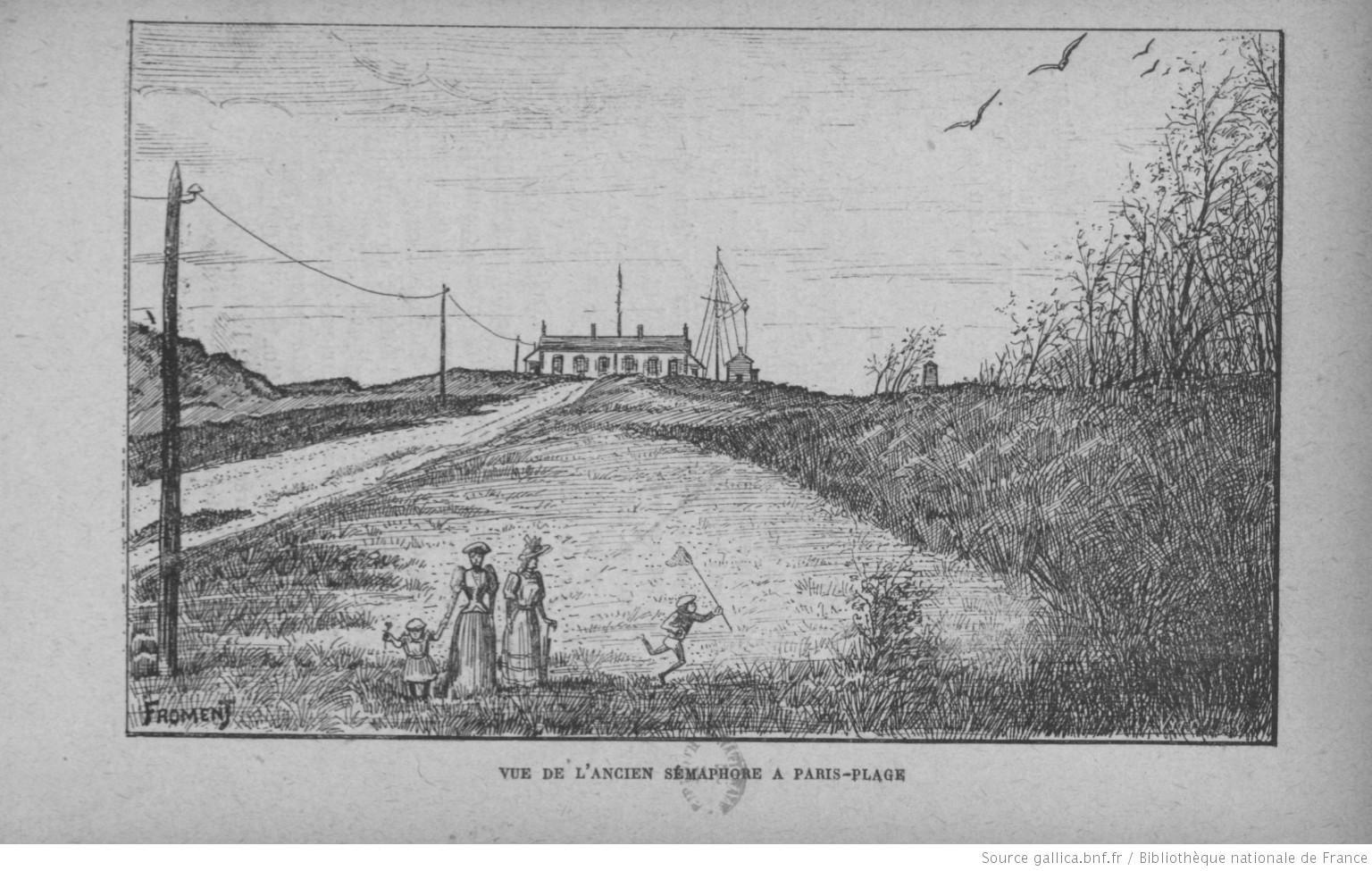
Le premier sémaphore.

Le premier sémaphore est construit en 1839 et doté d'un télégraphe. Il est établi à proximité de la baie de Canche sur une butte que l'on peut situer à l'est du boulevard d'Artois et approximativement au milieu de ce boulevard. Au fil des ans il a vu se former des dunes qui empêchent une bonne réception des signaux en haute mer.
L'inspecteur en chef des sémaphores se rend à Paris-Plage en 1889 et après des études approfondies, on conclut au déplacement. En 1892, un échange de terrains a lieu entre l'État et Mme Daloz qui possède un terrain de 16 a de grande valeur en bordure de mer. L'État lui donne un terrain de 1 ha en compensation. Un nouveau sémaphore va donc être reconstruit, identique au premier, par M. Roy entrepreneur à Étaples.
Pendant quelque temps, il n'y a plus de poste sémaphorique et le bureau télégraphique est transporté dans un chalet de la rue de Londres, sous la direction de M. Osmont chef guetteur.
À noter à ce propos que le bureau télégraphique se trouve maintenant au milieu des habitations ; l'administration continue néanmoins à percevoir cinquante centimes de supplément, comme-ci celui-ci se trouvait à l'ancien emplacement. Pour justifier ce supplément, les télégrammes continuèrent de porter comme adresse « pointe du Touquet » et non Paris-Plage, ce qui était beaucoup plus lucratif pour l'administration !.

### Le second sémaphore
50° 31′ 05″ N, 1° 34′ 47″ E

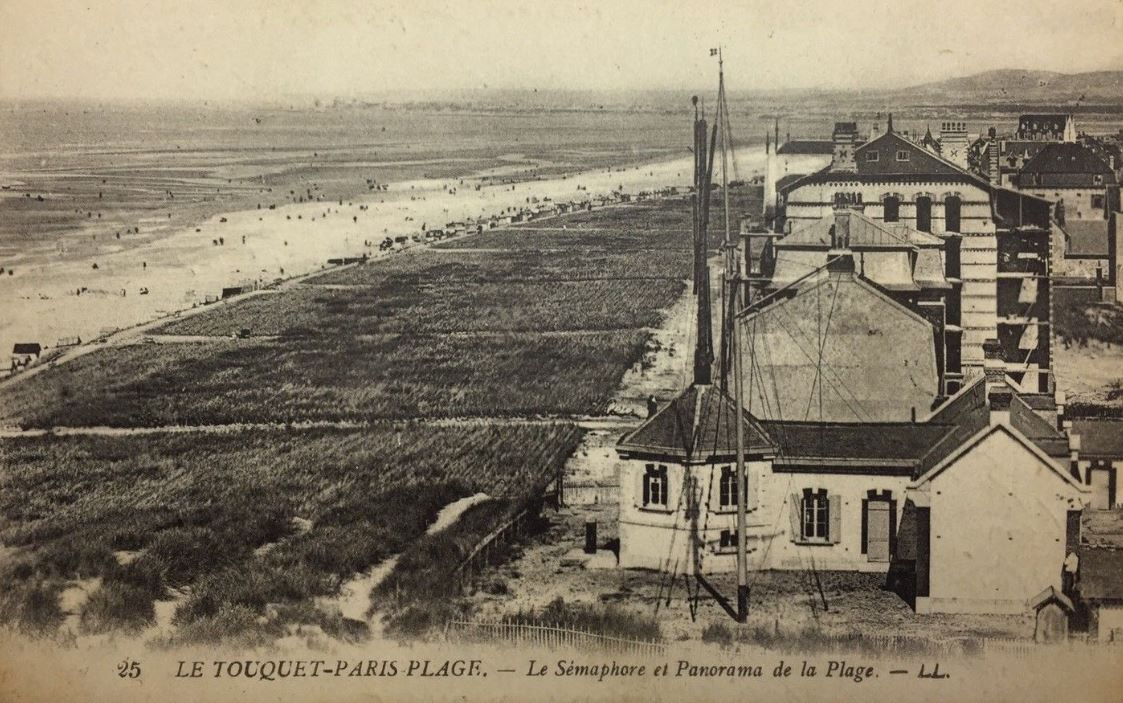
Le second sémaphore de 1893 à Paris-Plage.

Il est situé sur le boulevard de la Mer (Docteur Jules-Pouget aujourd'hui), entre la rue Dorothée et l'avenue de l’Atlantique, dans le prolongement, vers l'ouest, de la rue du Sémaphore.
Le nouveau sémaphore ouvre en 1893. On peut lire dans Paris-Plage du mois d'août de cette même année : « le nouveau sémaphore fonctionne. Le superbe emplacement qu'il occupe maintenant près du poste des douaniers en fait un but de promenade des plus agréables. Du reste, l'amabilité presque proverbiale de M. Osmont, directeur, ne contribue pas pour peu à la fréquence de visites de l'établissement. Le télégraphe public est ainsi beaucoup plus rapproché que l'ancien et chacun y porte avec plaisirs ses dépêches, tout en jouissant d'un admirable panorama ».
En 1897, le personnel des sémaphores fait partie intégrante de la Marine.
En 1903, le journal Paris-Plage fait ces commentaires : « le bureau télégraphique est au rez-de-chaussée, le poste d'observation est plus élevé. La communication y est facile avec les autres postes. Un arbre, avec bras mobiles au dehors, sort par la toiture. Un système mécanique permet de produire différents genres de signaux qui correspondent avec des termes dont la nomenclature a été adoptée par un règlement national ».
Tous les navires de l'État qui passent au large parlementent avec le sémaphore, de façon à habituer, dès le temps de paix, les guetteurs au service de guerre.
La même année, en septembre, le mât du sémaphore est brisé par un ouragan.
Au fil des années, les sémaphores sont modernisés : en 1913, ils sont dotés de la TSF.
Pendant la Première Guerre mondiale, les sémaphores surveillent le littoral.
Une circulaire du 8 juin 1921 précise l'abandon des mâts qui ne seront plus utilisés. Le sémaphore est désarmé.
En 1934, selon le souhait de la municipalité, on construit un muret en façade, identique aux murets voisins. La même année un projet de surélévation reste sans suite. En 1938, le projet refait surface : les travaux durent un an et coûtent 125 000 f. Le sémaphore est remis en service le 15 mai 1939 avec un nouvel équipement : un téléphone public. En septembre, les sémaphores reprennent leur rôle de poste de surveillance et d'information… pas pour très longtemps. La guerre est là de nouveau : le sémaphore est évacué par la marine française le 21 mai 1940 au matin ; le 22 mai les Allemands y déjeunent. Ils équipent le sémaphore de deux canons Lahitolle de 95 mm.
En 1958, le service télégraphie est fermé et les sémaphores sont désormais chargés de la surveillance de l'espace maritime, aérien et terrestre (civil et militaire), en participant en particulier à la sécurité de la navigation et à la sauvegarde de la vie humaine dans la zone côtière.
Dans les années 1970, une horloge bien utile aux estivants est installée à son sommet. La décennie suivante voit la construction d'immeubles de chaque côté du sémaphore. En 1978, une décision du conseil municipal est prise concernant l'achat du sémaphore et de son terrain au Ministère de la Marine. C'est chose faite l'année suivante. Ils sont revendus et, en 1982, le sémaphore est détruit, un immeuble du même nom prend sa place et l'horloge est installée sur son toit.

## Pour approfondir

### Ouvrages
- Société académique du Touquet-Paris-Plage, Mémoires de la Société Académique du Touquet-Paris-Plage 2007-2010, édité en 2012, Le Touquet-Paris-Plage, I.H. 62170 Montreuil, 169 p. (ISSN 1273-6384)

1. 1 2 3 4 5 6 7 8 9 10 11 12 13  p. 141 à 150, écrits d'Alain Holuigue.
2. ↑  p. 152 à 154, écrits d'Alain Holuigue.

### Autres références
1. ↑  Journal municipal Le Touquet Magazine, mai 1998, p. 7
2. 1 2  Journal municipal Le Touquet Paris-Plage Info, septembre 2011, p. 3.
3. 1 2 3  Anne Lefebvre et Olivier Liardet, « Louis Quételart et le phare de La Canche au Touquet », Le phare et l'architecture, no 24,‎ 2e semestre 2012 (lire en ligne, consulté le 1er août 2022)
4. ↑  « Phare de la Canche », notice no PA62000122, sur la plateforme ouverte du patrimoine, base Mérimée, ministère français de la Culture
5. ↑  Leonor Fresnel, Description sommaire des phares et fanaux allumés sur les côtes de France au 1 janvier 1839, Imprimerie royale (Paris), 1839, p. 9
ligne=https://gallica.bnf.fr/ark:/12148/bpt6k1092671d/f11.image.r=phare%20de%20la%20canche?rk=107296;4.